# Microstylum eximium
Microstylum eximium là một loài ruồi trong họ Asilidae. Microstylum eximium được Bigot miêu tả năm 1878. Loài này phân bố ở miền Ấn Độ - Mã Lai.